# János Harmatta
János Harmatta (* 2. Oktober 1917 in Hódmezővásárhely, Königreich Ungarn; † 24. Juli 2004 in Budapest) war ein ungarischer Indogermanist und lehrte ab 1952 an der Abteilung für indogermanische Linguistik  der Eötvös-Loránd-Universität. János Harmatta war Mitglied der Ungarischen Akademie der Wissenschaften. 1990 wurde er mit dem Széchenyi-Preis ausgezeichnet.

## Leben
János Harmatta absolvierte das Gymnasium in seiner Heimatstadt Hódmezővásárhely. Er studierte klassische Philologie, die ungarische Sprache und Geschichte. Darüber belegte er die Fächer Altpersisch und Altindisch. Er promovierte 1940 und rückte kurz danach in die Armee ein. Nach kurzer Kriegsgefangenschaft habilitierte er 1947 und wurde von 1952 bis 1987 Professor für indogermanische Sprachwissenschaften an der Eötvös-Loránd-Universität. Von 1972 bis 1976 war er Vizepräsident der Union Académique Internationale und von 1975 bis 1976 Präsident des Internationalen Rats für Philosophie und Humanwissenschaften. Von 1976 bis 2004 war János Harmatta korrespondierendes ausländisches Mitglied der Académie des inscriptions et belles-lettres. 1973 erhielt er den Herder-Preis und 1990 den Széchenyi-Preis.
János Harmatta entzifferte die parthischen Ostraka und die Papyri von Dura Europos. Er war der Erste, der eine bedeutende baktrische Inschrift übersetzen konnte und klärte mehrere Probleme einer bisher unbekannten iranischen Sprache. Neben unzähligen Forschungen konnte er nachweisen, dass Ahhiyawa in hethitischen Dokumenten die Achäer bezeichnete und löste damit ein langjährig diskutiertes Problem innerhalb der indogermanischen Sprachwissenschaft. Zudem machte er auf Beziehungen zwischen hethitischen Gesetzen und griechischer Mythologie aufmerksam.
Bereits Karl Reinhardt vermutete, dass die Erzählungen von Herodot, die von den Persern handelten, eine altpersische Erzählung als Hintergrund haben. János Harmatta konnte diese These auf Grund einer mittelpersischen Novelle und stilistischen Beobachtungen erhärten.
János Harmatta war der Herausgeber und zu einem beträchtlichen Teil Autor von zwei Bänden einer bedeutenden Geschichte der Zivilisationen Zentralasiens, die unter der Schirmherrschaft der UNESCO veröffentlicht wurden.

## Schriften (Auszug)
- Quellenstudien zu den Skythika des  Herodot. Budapest 1941. (Dissertation)
- A Recently Discovered Old Persian Inscription. In: Acta Antiqua. Band 2. Academiae Scientiarum Hungaricae. Budapest 1954, S. 1–14. (real.mtak.hu)
- Die parthischen Ostraka aus Dura-Europos. In: Antiquitas Hungarica. Band 6. 1958, S. 87–175.
- The great Bactrian Inscription. In: Antiquitas Hungarica. Band 12. 1964, S. 373–471.
- Das Problem der Sklaverei im Altpersischen Reich. In: Elisabeth Charlotte Welskopf (Hrsg.): Neue Beiträge zur Geschichte der Alten Welt. Orient und Griechenland. 1. Band. 2. Internationale Tagung der Fachgruppe Alte Geschichte der Deutschen Historiker-Gesellschaft vom 4. bis 8. September 1962 in Stralsund. Berlin 1964, S. 3–11. (degruyter.com)
- Zur Ahhiyawa-Frage. In: Studia Mycenaea. Proceedings of the Mycenaean Symposium. Brno, 1966, S. 117–124. (degruyter.com)
- Zu den kleinasiatischen Beziehungen der griechischen Mythologie. In: Antiquitas Hungarica. Band 16. 1968, S. 57–76.
- The Middle Persian–Chinese Bilingual Inscription from Hsian and the Chinese–Sāsānian Relations. In: Atti del Convegno Internazionale sul tema „La Persia nel Medio Evo“. Rom 1971, S. 365–370, Tafeln I und II.
- Zum Lautwert von elamisch man. Zum Lautwert von elamisch kur. In: Manfred Mayrhofer: Onomastica Persepolitana. Das altiranische Namengut der Persepolis-Täfelchen. Wien 1973, S. 110–111 und 113–116.
- Altiranische Funde und Forschungen. Zu einem Buch von Walther Hinz. In: Die Sprache. Band 19. 1973, S. 68–70.
- The Study of the Ancient World. In: T. Erdey-Grúz, K. Kulcsár (Hrsg.): Science and Scholarship in Hungary. 1. Auflage Budapest 1965. 2. Auflage. Budapest 1975, S. 343–363.
- Prolegomena to the sources on the history of pre-Islamic Central Asia (Collection of the sources for the history of pre-Islamic Central Asia). Budapest 1979. ISBN 978-963-05-1651-8. (Herausgeber)
- The Development of sedentary and nomadic civilizations, 700 B. C. to A. D. 250. History of Humanity. Band 2. UNESCO, Paris, 1994. ISBN 978-92-3-102846-5. (unesdoc.unesco.org) (Mit-Herausgeber)
- From the Seventh Century B.C. to the Seventh Century A. D. History of Humanity. Band 3. UNESCO, Paris, 1996. ISBN 978-92-3-102812-0. (unesdoc.unesco.org) (Mit-Herausgeber)
- Herodot und die altpersische Novelle. In: Antiquitas Hungarica. Band 40, 2000, S. 161–174.
- Der Grabstein eines awarischen Fürsten auf der Margareteninsel. In: Antiquitas Hungarica. Band 44, 2004, S. 357–364.